# Noor Inayat Khan
Noor Inayat Khan   (Moscou, 1 de gener de 1914 - Camp de concentració de Dachau, 13 de setembre de 1944) nom abreujat de Noor-un-Nisa Inayat Khan, coneguda com "la princesa espia", va ser una operadora de ràdio dels aliats que va actuar encoberta durant la Segona Guerra Mundial. Filla de descendents de la reialesa índia, de dèbil complexió i creences pacifistes, va néixer a Moscou, a la llavors la Rússia Imperial, i va sorprendre al món pel seu valor en la França ocupada pel règim nazi.
Tot i que la WAAF, la secció femenina de l'exèrcit anglès, i el servei secret del SOE, van dubtar d'aquella noia que no va arribar a passar les proves de resistència, va esdevenir una peça clau com espia. Va ser la primera dona a enviar missatges de ràdio des de França a Anglaterra per boicotejar els moviments alemanys. La seva vida es va veure truncada quan la Gestapo la va detenir, però va mantenir el seu coratge fins al final, sense delatar els seus companys ni tan sols quan va ser torturada i condemnada a morir afusellada, morint en 13 de setembre de 1944, amb 30 anys. Actualment, diverses condecoracions angleses i franceses honren la memòria d'una de les dones més valentes de la Segona Guerra Mundial.

## Biografia
Noor era la major dels quatre fills de Hazrat Inayat Khan, descendent de soldans indis, músic i mestre de sufisme, i Ora Meena Ray Baker Noor, una nord-americana que havia conegut a Hazrat en un dels molts viatges.
El 1914, quan encara no havia esclatat la Primera Guerra Mundial, Noor i la seva família es van traslladar a viure a Bloomsbury, a Londres, on van romandre fins a 1920 quan es van mudar a una casa anomenada Fazal Manzil, a Suresnes, prop de París.
Noor va ser una estudiant aplicada que va cursar psicologia infantil a la Universitat de la Sorbona i música al conservatori parisenc. Quan el 1927 moria el seu pare, es va fer càrrec dels seus tres germans menors i de la seva mare.
Somiava a convertir-se algun dia en una escriptora de contes infantils i durant un breu període va iniciar la seva carrera com a escriptora de poesia i narracions per a nens. Però l'arribada del nazisme acabaria amb els seus somnis, com els de milions de persones a tot Europa. El 1940 va fugir amb els seus a Londres.
Tot i que Noor havia estat educada en els valors pacifistes que sempre va defensar la seva família, va sentir ràbia cap a la situació en què se sumia el vell continent. Noor pensava que havia de fer alguna cosa per contribuir a la lluita contra el nazisme, així que al novembre de 1940 es va unir a la Women's Auxiliary Air Force (WAAF) on va aprendre tot el que va poder amb relació a les comunicacions per ràdio.
El seu alt domini del francès va cridar l'atenció del Servei d'Operacions Especials (SOE), els quals la van veure perfecta per treballar amb la resistència a les zones ocupades. El problema de Noor era la seva aparent feblesa i el no haver superat els simulacres d'interrogatoris als quals sumien als futurs agents. Tot i això, el seu perfecte francès, el seu gran coneixement de les operacions de ràdio i la seva determinació la van convertir en un membre de la resistència que es va dirigir cap a França. Com a membre de la Secció F (Francesa) del SOE, Noor Inayat es convertia en la primera dona operadora de ràdio en territori francès. Per mantenir l'anonimat, adoptà el nom d'un personatge de les seves històries infantils, Madeleine, i el seu codi de xifrat de ràdio es derivà d'un dels seus poemes.
Però, per desgràcia, just una setmana després de la seva assignació a París, pràcticament tota l'operació d'espionatge parisenc va ser capturat en una batuda gegant. Noor va escapar i acabà sent l'únic operador de ràdio en tot París. Des de Londres li van oferir un trasllat, però ella s´hi negà fins que no li trobessin un substitut.
Finalment, no va abandonar la resistència. Durant els seus últims anys, la tasca de Noor va ser molt valuosa. Va ajudar a salvar aviadors aliats i boicotejar comunicacions enemigues. Era una operadora àgil que va acabar fent el treball de sis persones alhora i es movia amb velocitat per escapar de la possible pista que pogués deixar als membres de la Gestapo que sabia de l'existència d'algú amb les seves característiques.
Però la sort de Noor va acabar quan va ser traïda per un agent doble i entregada a la Gestapo. En la seva reclusió parisenca va intentar escapolir-se en diverses ocasions fins que va acabar la paciència dels seus captors, que no van aconseguir mantenir-la quieta ni sostreure-li els noms dels seus companys. Va ser traslladada a la presó de Pforzheim a Alemanya, on va ser tractada com una presa perillosa i encadenada.
Noor Inayat va ser torturada en diverses ocasions sense èxit per als seus captors que no van aconseguir treure-li cap informació. Va romandre encadenada deu mesos a la seva cel·la de Pforzheim fins que l'11 de setembre de 1944 va ser traslladada al camp de concentració de Dachau, on va ser afusellada dos dies després al costat d'altres tres agents britàniques. Els seus cossos van ser cremats perquè res quedés d'aquelles dones valentes que van donar la seva vida per la llibertat.
Es diu que, just abans de morir, la seva última paraula dirigida cap als nazis va ser "liberté".
Cada 14 de juliol, a les portes de Fazal Manzil, una casa als afores de París, sempre hi ha una banda militar que toca en honor d'una dona que va viure en aquell lloc durant la seva infància i que va donar la seva vida per la llibertat durant la Segona Guerra Mundial.